# 케네디 매키니
케네디 매키니(영어: Kennedy McKinney, 1966년 1월 10일~)는 미국의 전직 권투 선수이다. 미국 국가대표 선수로 활동하여 1988년 하계 올림픽 남자 밴텀급 종목에서 금메달을 획득했다. 이후 1989년에 프로로 전향하여 1992년 국제 복싱 연맹(IBF) 슈퍼밴텀급 세계 챔피언에 올랐소 1997년 세계 복싱 평의회(WBC) 슈퍼밴텀급 세계 챔피언에 올랐다.